# Patella vulgata
Patella vulgata Linnaeus, 1758 é uma das espécies de gastrópodes do género Patella conhecidos pelo nome comum de lapa, com distribuição natural na zona intertidal das costas atlânticas da Europa (incluindo as ilhas Britânicas).

## Descrição
Com geralmente menos de 8 cm de comprimento, a espécie é dotada de uma concha protetora que lhe permite aderir aos rochedos da zona intertidal em zonas de forte hidrodinamismo.